# 布德格山
布德格山是印度尼西亞的火山，位於爪哇島東爪哇省，是一座大型複式火山，海拔2,868米（9,409英呎），毗鄰另一座火山卡維山，至今沒有火山爆發的紀錄。